# Valera Fratta
Valera Fratta (Valéra in dialetto lodigiano) è un comune italiano di 1 752 abitanti della provincia di Lodi in Lombardia.

## Storia
Insediamenti umani furono nella zona oggi conosciuta come Valera fin dall'antichità e sicuramente in epoca romana, dove si trovava una grande villa rustica, una fattoria, a cui era annessa sicuramente una necropoli. La prima attestazione del nome di Valera in un documento ufficiale, tuttavia, risale al 1209: “Case et res territorie in locis et fundis vico Vigonzoni, Lambro et Valaria” (case e cose del territorio nei luoghi e fondi dei paesi di Vigonzone, Castel Lambro e Valera Fratta). In tutta questa fase medievale, ma in pratica in tutta la sua storia, Valera appartiene al circondario del Lodigiano, seguendone spesso le vicende storiche. Così, nell'alto Medioevo si costituisce un principio di abitato attorno alla chiesa di San Zenone, che aveva alle spalle il cimitero.
Il cambio di passo per Valera arriva però negli anni ottanta del secolo XII. I monaci cistercensi di Chiaravalle acquistano tra il 1170 circa e il 1200 una serie di terreni in parte a pascolo e in parte boschivi nella zona a sud di qualche centinaio di metri rispetto all'insediamento esistente. Qui, in corrispondenza delle attuali cascine Castello e Casone, fondano una propria grangia, una cascina ampia e dotata di diversi servizi, gestita direttamente dai monaci con l'aiuto di alcune persone non ecclesiastici. Nasce quindi la distinzione tra Valera Nova o Fratta, con cui si identifica la grangia e le abitazioni attorno, e il più antico insediamento di Valera Zucca o Vetula, vecchia. L'unificazione delle due Valere avviene dal punto di vista ecclesiastico a partire dalla metà del Cinquecento, quando fu riconosciuta per tutti gli abitanti l'appartenenza alla parrocchia di San Zenone. Ancora con i censimenti austriaci della prima metà del Settecento, però, si considerava Valera Fratta, dove vivevano 440 anime, e la frazione di Valera Zucca, 215 anime. L'unità d'Italia nel 1861 portò poi i cambiamenti amministrativi che, sviluppandosi secondo le vicende comuni a tutta la storia moderna d'Italia, unificazione, prima guerra mondiale, fascismo e seconda guerra mondiale, condusse poi alla Valera Fratta del dopoguerra.
Nel dopoguerra Valera ha vissuto tutte le fasi di ristrutturazione della società italiana, dal boom alla crisi energetica, dallo svuotamento delle campagne, al tempo della Milano da bere, dal grande boom di Internet alla crisi di questi ultimi anni. Nel 1951 gli abitanti registrati al censimento furono 859, ma dieci anni dopo erano già 716, poi solo 687 nel culmine dell'industrializzazione nel 1971. La campagna aveva segnato il passo fino ad allora, ma nel decennio successivo se lo stava già riprendendo con una nuova volontà di espansione urbanistica che portò a 801 abitanti nel 1981, 931 dieci anni dopo e 1208 nel 2001. Negli ultimissimi anni gli abitanti di Valera sono stabili attorno ai 1700.

### Simboli
Lo stemma e il gonfalone sono stati concessi con DPR del 13 luglio 1987.
Stemma
(Art. 2 comma 2 dello Statuto Comunale)
Gonfalone
(Art. 2 comma 3 dello Statuto Comunale)

## Società

### Evoluzione demografica
Abitanti censiti

### Etnie e minoranze straniere
Al 31 dicembre 2009 gli stranieri residenti nel comune di Valera Fratta in totale sono 207, pari al 12,40% della popolazione. Tra le nazionalità più rappresentate troviamo:
- Perù, 48
- Ecuador, 35
- Marocco, 27
- Egitto, 23
- Romania, 21

## Amministrazione
Segue un elenco delle amministrazioni locali.
| Periodo | Periodo | Primo cittadino     | Partito              | Carica            | Note |
| ------- | ------- | ------------------- | -------------------- | ----------------- | ---- |
| 1945    | 1953    | Mario Trentani      |                      | Sindaco           |      |
| 1954    | 1956    | Giovanni Bosatra    |                      | Assessore anziano |      |
| 1957    | 1961    | Francesco Riccaboni |                      | Assessore anziano |      |
| 1961    | 1964    | Francesco Riccaboni |                      | Sindaco           |      |
| 1964    | 1980    | Giuseppe Rognoni    |                      | Sindaco           |      |
| 1980    | 1985    | Valerio Rossi       |                      | Sindaco           |      |
| 1985    | 1992    | Giancarlo Bassanini |                      | Sindaco           |      |
| 1993    | 2002    | Roberto Miragoli    | Democrazia Cristiana | Sindaco           |      |
| 2002    | 2007    | Sergio Venza        |                      | Sindaco           |      |
| 2007    | 2017    | Giorgio Bozzini     |                      | Sindaco           |      |
| 2017    | 2022    | Fabio Gazzonis      |                      | Sindaco           |      |
| 2022    |         | Fabio Bassan        | CDX + Lista Civica   | Sindaco           |      |